# Stomatopora compressa
Stomatopora compressa is een mosdiertjessoort uit de familie van de Stomatoporidae. De wetenschappelijke naam van de soort is voor het eerst geldig gepubliceerd in 1863 door Packard.